# Cegliniec
Cegliniec – osada leśna wsi Bucharzewo w Polsce, położona w województwie wielkopolskim, w powiecie międzychodzkim, w gminie Sieraków.
W latach 1975–1998 osada administracyjnie należała do województwa poznańskiego.